# Brienz
Brienz là một đô thị thuộc huyện hành chính Interlaken-Oberhasli, bang Bern, Thụy Sĩ. Đô thị này có diện tích 48 km2, dân số thời điểm tháng 12 năm 2009 là 3034 người. Đô thị này nằm ở bờ bắc của hồ Brienz ở Bernese Oberland, tại chân núi Brienzer Rothorn.